# Europaparlamentsvalet i Slovenien 2004
Europaparlamentsvalet i Slovenien 2004 ägde rum söndagen den 13 juni 2004. Runt 1,6 miljoner personer var röstberättigade i valet om de sju mandat som Slovenien hade tilldelats innan valet. I valet tillämpade landet ett valsystem med partilistor och d’Hondts metod, utan någon spärr för småpartier. Slovenien var inte uppdelat i några valkretsar, utan fungerade som en enda valkrets i valet. Valet var det första Europaparlamentsvalet som hölls i Slovenien, som hade anslutit sig till unionen den 1 maj 2004.
Valets största överraskning var högerpartiet Nova Slovenijas seger över Liberaldemokraterna. Partiet erhöll över 23 procent av rösterna och två mandat. I det nationella parlamentsvalet senare samma år erhöll partiet bara nio procent av rösterna. Tätt efter Nova Slovenija kom Liberaldemokraterna med sina 21,91 procent. Det innebar att även Liberaldemokraterna vann två mandat. Slovenska demokratiska partiet hamnade på tredje plats med nästan 18 procent av rösterna. På fjärde plats hamnade Socialdemokraterna med drygt 14 procent av rösterna och ett mandat. Övriga partier erhöll inte tillräckligt med röster för att vinna mandat. Bland dessa partier återfanns Slovenska folkpartiet. Valet innebar en seger för oppositionen i Sloveniens nationella parlament.
Valdeltagandet var lågt, endast 28,35 procent av de röstberättigade röstade i valet. Det var således bland de lägsta deltaganden i hela unionen, men följde trenden med det låga valdeltagandet i de nya medlemsstaterna. Valdeltagandet kan jämföras med Sloveniens nationella parlamentsval som hölls senare samma år, då valdeltagandet uppgick till över 60 procent.

## Valresultat
| |         |  |         |        |
| | Andel   |  | Antal   | Mandat |
| Nova Slovenija                                                                                       | 23,57 % |  | 102 753 | 2      |
| Nova Slovenija                                                                                       |         |  |         |        |
| Liberaldemokraterna                                                                                  | 21,91 % |  | 95 489  | 2      |
| Liberaldemokraterna                                                                                  |         |  |         |        |
| Slovenska demokratiska partiet                                                                       | 17,65 % |  | 76 945  | 2      |
| Slovenska demokratiska partiet                                                                       |         |  |         |        |
| Socialdemokraterna                                                                                   | 14,15 % |  | 61 672  | 1      |
| Socialdemokraterna                                                                                   |         |  |         |        |
| Övriga partier och kandidater                                                                        | 22,72 % |  | 99 010  | 0      |
| Övriga partier och kandidater                                                                        |         |  |         |        |
| Ogiltiga och blanka röster                                                                           | 5,63 %  |  | 26 010  | 0      |
| Ogiltiga och blanka röster                                                                           |         |  |         |        |
| Valdeltagande                                                                                        | 28,35 % |  | 461 879 | 7      |
| Valdeltagande                                                                                        |         |  |         |        |
| Antal röstberättigade 1 628 918 04 EPP-ED 01 PES 02 ALDE 00 G/EFA 00 GUE/NGL 00 IND/DEM 00 UEN 00 NI |         |  |         |        |